# Albugo ipomoeae-panduratae
Espèce
Albugo ipomoeae-panduratae est une espèce de pseudochampignons oomycètes de la famille des Albuginaceae, présente dans les régions tropicales (distribution pantropicale). Cet oomycète est un agent phytopathogène responsable de la rouille blanche de la patate douce, qui affecte également d'autres espèces proches du genre Ipomoea, notamment Ipomoea aquatica, le liseron d'eau. Chez la patate douce, cette maladie est considérée comme mineure et ne semble pas affecter les rendements.

## Synonymes
Selon Index Fungorum (28 octobre 2019) :
- Aecidium ipomoeae-panduratae Schwein. (1822) (basionyme)
- Cystopus ipomoeae-panduratae (Schwein.) J.A. Stev. & Swingle (1890)
- Puccinia ipomoeae-panduratae (Schwein.) P. Syd. & Syd. (1902)
- Caeoma convolvulatum Link (1825)
- Aecidium ipomoeae Thüm. (1840)
- Uromyces ipomoeae (Thüm.) Berk. (1882)
- Trochodium ipomoeae (Thüm.) Syd. & P. Syd. (1920)
- Albugo ipomoeae-panduratae var. tiliaceae Cif. & Biga (1955)